# Ⓐ
Ⓐ یا ⓐ که در زبان انگلیسی به آن Enclosed A گفته می‌شود، یک نماد چاپی شامل حرف A و یک دایره است.

نماد A محاط‌شده برای آنارشیسم

این نماد به عنوان نماد آنارشیسم نیز به کار می‌رود.

## سیستم‌های کدگذاری
نماد با حروف بزرگ (Ⓐ) در سیستم یونیکد به صورت «U+24B6» و در سیستم یوتی‌اف-۸ (سیستم شش‌تایی) به صورت «e2 92 b6» کد گذاری می‌شود.
نماد با حروف کوچک (ⓐ) در سیستم یونیکد به صورت «U+24D0» و در سیستم یوتی‌اف-۸ (سیستم شش‌تایی) به صورت به صورت «e2 93 90» کد گذاری می‌شود.